# 20787 Mitchfourman
20787 Mitchfourman è un asteroide della fascia principale. Scoperto nel 2000, presenta un'orbita caratterizzata da un semiasse maggiore pari a 2,2724637 UA e da un'eccentricità di 0,1514977, inclinata di 4,75893° rispetto all'eclittica.